# Elaeoselinum fontanesii
Elaeoselinum fontanesii là một loài thực vật có hoa trong họ Hoa tán. Loài này được (Desf.) Boiss. mô tả khoa học đầu tiên năm 1840.